# Beierolpium venezuelense
Beierolpium venezuelense är en spindeldjursart som beskrevs av Jacqueline Heurtault 1982. Beierolpium venezuelense ingår i släktet Beierolpium och familjen Olpiidae. Inga underarter finns listade.